# Angelika Söder
Angelika Söder (* 18. April 1989) ist eine deutsche Fußballschiedsrichterin. Sie pfeift für den TSV Ochenbruck.

## Werdegang
Söder stammt aus dem mittelfränkischen Schwarzenbruck und begann ihre Schiedsrichterkarriere im Alter von zwölf Jahren. 2007 wurde sie DFB-Schiedsrichterin und leitete Spiele der 2. Frauen-Bundesliga. Ein Jahr später schaffte sie den Aufstieg in die Bundesliga. 2010 leitete sie das Endspiel um die deutsche Meisterschaft der B-Juniorinnen zwischen dem 1. FFC Turbine Potsdam und der TSG 1899 Hoffenheim; beim DFB-Pokalfinale zwischen dem FCR 2001 Duisburg und FF USV Jena wurde sie als Assistentin eingesetzt. Für das DFB-Pokalfinale 2016 zwischen dem SC Sand und dem VfL Wolfsburg wurde Söder als Schiedsrichterin angesetzt.
2008 wurde sie zunächst FIFA-Schiedsrichterassistentin. Seit dem 1. Januar 2015 ist Söder FIFA-Schiedsrichterin; sie trat die Nachfolge der zurückgetretenen Christine Baitinger an. Bei den Männern wird sie seit 2012 in der viertklassigen Regionalliga Bayern eingesetzt. Am 1. März 2022 war sie Schiedsrichterin im Nachholspiel zwischen dem SC Eltersdorf und der SpVgg Greuther Fürth II. Dieses war das erste Spiel in der Regionalliga Bayern, das von einem Frauenteam geleitet wurde.
Söder studierte Psychologie an der Friedrich-Alexander-Universität in Erlangen. Sie arbeitet in Lenting für das Landratsamt Eichstätt.